# Fédération Internationale de Médécine du Sport
La Fédération Internationale de Médécine du Sport (FIMS), Federazione internazionale di medicina dello sport, è la federazione sportiva internazionale che governa la Medicina dello sport. È affiliata al Comitato Olimpico Internazionale.

## Storia
Venne costituita nel 1928, durante i giochi olimpici invernali di St. Moritz da medici provenienti da undici paesi.
Oggi vi aderiscono le federazioni nazionali di medicina sportiva di 117 nazioni in tutto il mondo, unendo 125.000 medici sportivi, ed è riconosciuta dal CIO e dal Comitato Paralimpico Internazionale (CPI). Per l'Italia vi aderisce la FMSI, che ne esprime dal maggio 2010 il presidente Fabio Pigozzi.

## Organizzazioni a cui appartiene
- CIO
- CPI
- SportAccord (GAISF) dal 2014[3]